# Sandviks kvarn

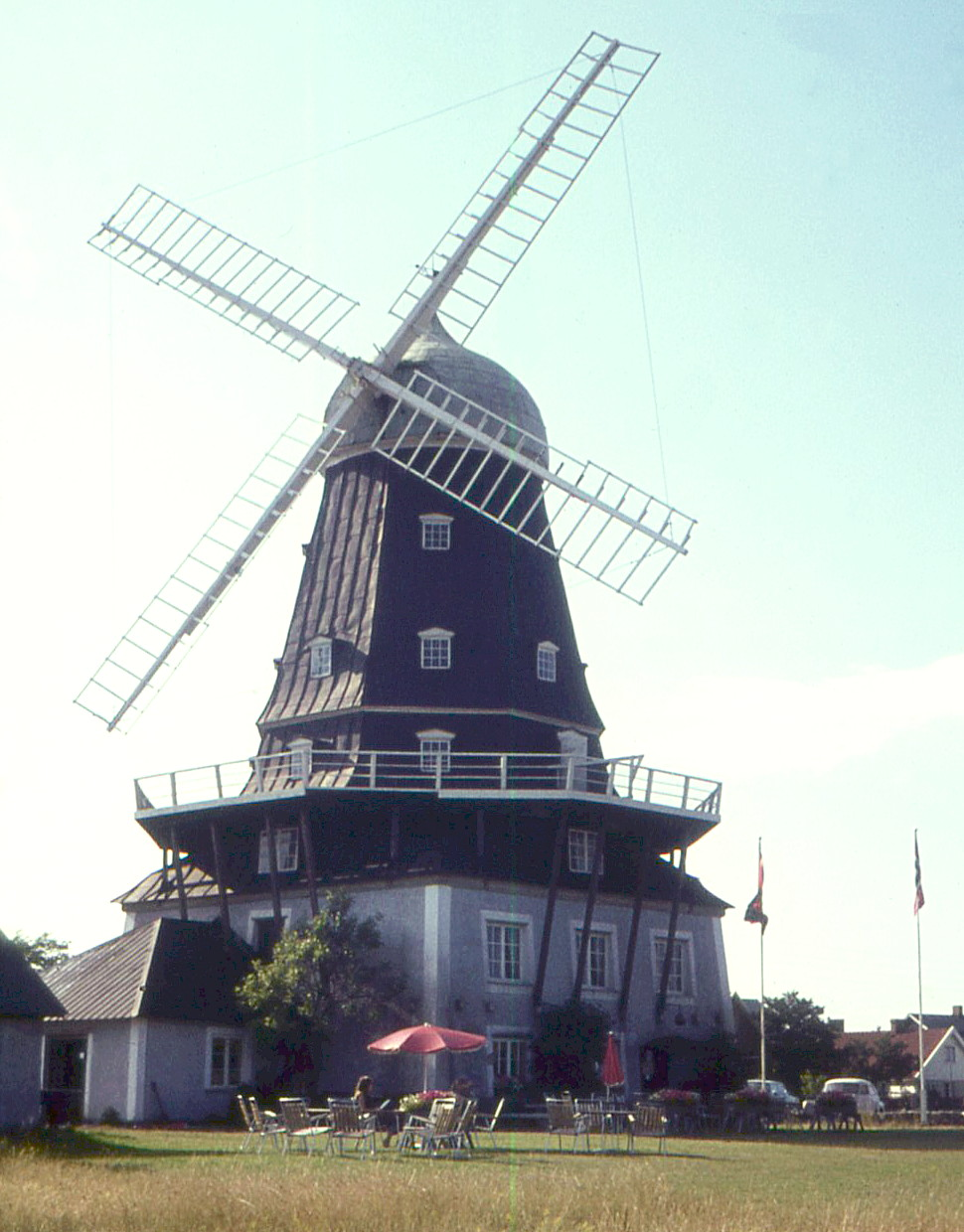

Sandviks kvarn är en väderkvarn i Sandvik cirka 30 kilometer norr om Borgholm. 
Kvarnen byggdes ursprungligen utanför Vimmerby omkring 1856 men flyttades 1885 till sin nuvarande plats i Sandvik där den var i drift till 1950.
Kvarnen är av holländsk typ och en av Sveriges största med åtta våningar. De nedre våningarna är byggda i huggen kalksten påbyggda med en sex våningar hög plåtklädd träbyggnad, försedd med en lökformad tornhuv. Tornhuven har tidigare varit klädd med spån.
Vid fjärde våningen löper en balkong runt kvarnhuset där man kunde vrida hätta och vingar till önskat läge. Från början hade vingarna tygsegel som 1924 utrustades med träspjäll för så kallad självsegling. Samma år kompletterades väderkvarnen med motordrift.
Den före detta mjölnarbostaden och inkörsrummet används idag som serveringslokal. De övre våningarna har behållits intakta och bevarats musealt. 
Sandviks kvarn är ett av Länsstyrelsen i Kalmar län förklarat byggnadsminne.